# Український академічний комітет
Український академічний комітет — українська наукова організація, постала в Празі (Чехо-Словаччина) з метою об'єднувати українські наукові установи і бути репрезентантом української науки.
1925 року в Празі з ініціативи Українського історико-філологічного товариства було утворене наукове об'єднання під назвою «Український академічний комітет», Його був затверджений урядом Чехо-Словаччини. До комітету входили почесні та дійсні члени, співробітників відповідних наукових установ. Персонально до комітету входили академіки Іван Горбачевський, Степан Смаль-Стоцький, Арсеній Старков. Головою було обрано Івана Горбачевського, кандидата на Нобелівську премію з фізіології та медицини 1911 року.
Український академічний комітет був визнаний міжнародною Комісією для інтелектуальної співпраці в Лізі Націй і входив до її органу — Інституту інтелектуальної співпраці в Парижі (до 1934 року, коли до Ліґи Націй було прийнято СРСР). Комітет виступав в українських справах перед науковими установами, брав участь у міжнародних з'їздах і конференціях, влаштовував українські наукові з'їзди (1928 і 1932 років) в Празі, в яких взяло участь понад 100 учених з еміграції, а також із Західної України. Членами Український академічний комітет були українські високі школи в Чехо-Словаччині й українські наукові установи на еміграції, а також Наукове товариство імені Шевченка і кілька індивідуальних членів; головою його був ректор Українського вільного університету. 
1940 року Український академічний комітет перестав існувати.